# 潭门渔港
潭门渔港，位于海南省东部沿海地区，属于琼海市潭门镇的直辖范围。它是海南岛最大的渔业远海捕捞集中的重要港口。潭门渔港地处海南省琼海市东部沿海，距离嘉积城区20公里。
潭门人世世代代与海为生。远在明朝时期，潭门人就开始从潭门渔港出发，前往南海捕捞海鱼，捕捞归来也从潭门渔港登岸，将捕捞作物进行交换，以满足日常生活需要。2006年，中央和地方投资5000万元，将潭门港建设成为国家的中心港。
潭门港主要以深海捕捞为主要产业，除此之外，发展海产品的加工产业，如制作珍珠饰品、贝壳工艺品等。由潭门港出发的渔船，前往南海的黄岩岛附近进行捕捞。潭门港渔船一年四季以捕捞鱼虾贝类为主，例如龙虾、马鲛鱼、石斑、海参等。